# Ravenscraig Castle (Fife)
Ravenscraig Castle ist die Ruine einer Spornburg in Kirkcaldy in der schottischen Council Area Fife. Dieses frühe Beispiel einer Artillerieverteidigungsanlage in Schottland entstand um 1460.

## Geschichte
König Jakob II. (Regierungszeit: 1437–1460) beauftragte den Baumeister Henry Merlion und den Bauschreinermeister Bruder Andres Lesouris mit dem Bau von Ravenscraig Castle als Heimstatt für seine Gattin, Maria von Geldern. Die Burg gilt als eine der ersten – wenn nicht gar die erste – in Schottland, die so gebaut wurde, dass sie Artilleriefeuer trotzen konnte und Schutz vor ihm bot. Der König beteiligte sich an der Planung, wurde aber tragischerweise bei einem Unfall mit einer geladenen Kanone bei der Belagerung von Roxburgh Castle in der Nähe von Floors Castle in der Verwaltungseinheit Scottish Borders getötet. Mit dem Bau ließ dann Maria von Geldern um 1460 beginnen; die Burg sollte als Erinnerung an ihren Gatten und Witwenhaus dienen. Maria von Geldern lebte in der Burg bis zu ihrem Tod 1463; damals waren erst der Ostturm und der Keller des Mitteltraktes fertig. Die Burg fiel dann an ihren Sohn, König Jakob III. (Regierungszeit 1460–1488), aber 1470 verlehnte dieser die Burg nebst dazugehörigen Ländereien an William Sinclair, den schottischen Earl of Caithness und norwegischen Jarl von Orkney im Tausch gegen die Inseln Orkney und Shetland, die Jakob als Mitgift seiner Gattin Margarethe von Norwegen erhalten hatte. Nach 1471 wurde Ravenscraig Castle im Auftrag der Sinclairs, die ebenfalls ein Interesse an Artilleriefestungen hatten, endlich fertiggestellt.
Während der Invasion Schottlands 1650–1651 durch englische Streitkräfte unter Oliver Cromwell wurde Ravenscraig Castle überfallen, angegriffen und beschädigt. Die Burg blieb in Besitz der Sinclairs, die 1755–1756 das nahegelegene Dysart House erbauen ließen, und fiel später an die Sinclair-Erskines, Earls of Rosslyn. Anwesen und Burg blieben in den Händen der Familie, bis der 5. Earl sie 1896 an den Linoleummagnaten Sir Michael Nairn verkaufte, der in Dysart House wohnte.
Im Ersten Weltkrieg diente Ravenscraig Castle als Munitionsdepot. 1929 übertrug die Familie Nairn 34 Hektar des Anwesens mit der Burg an die Stadt Kirkcaldy zur Nutzung als öffentlicher Park. Ravenscraig Castle ging 1955 in die Obhut des Staates über und ist seit 1971 durch den Eigner Historic Scotland öffentlich zugänglich. Die Ruine gilt als Scheduled Monument.

## Beschreibung

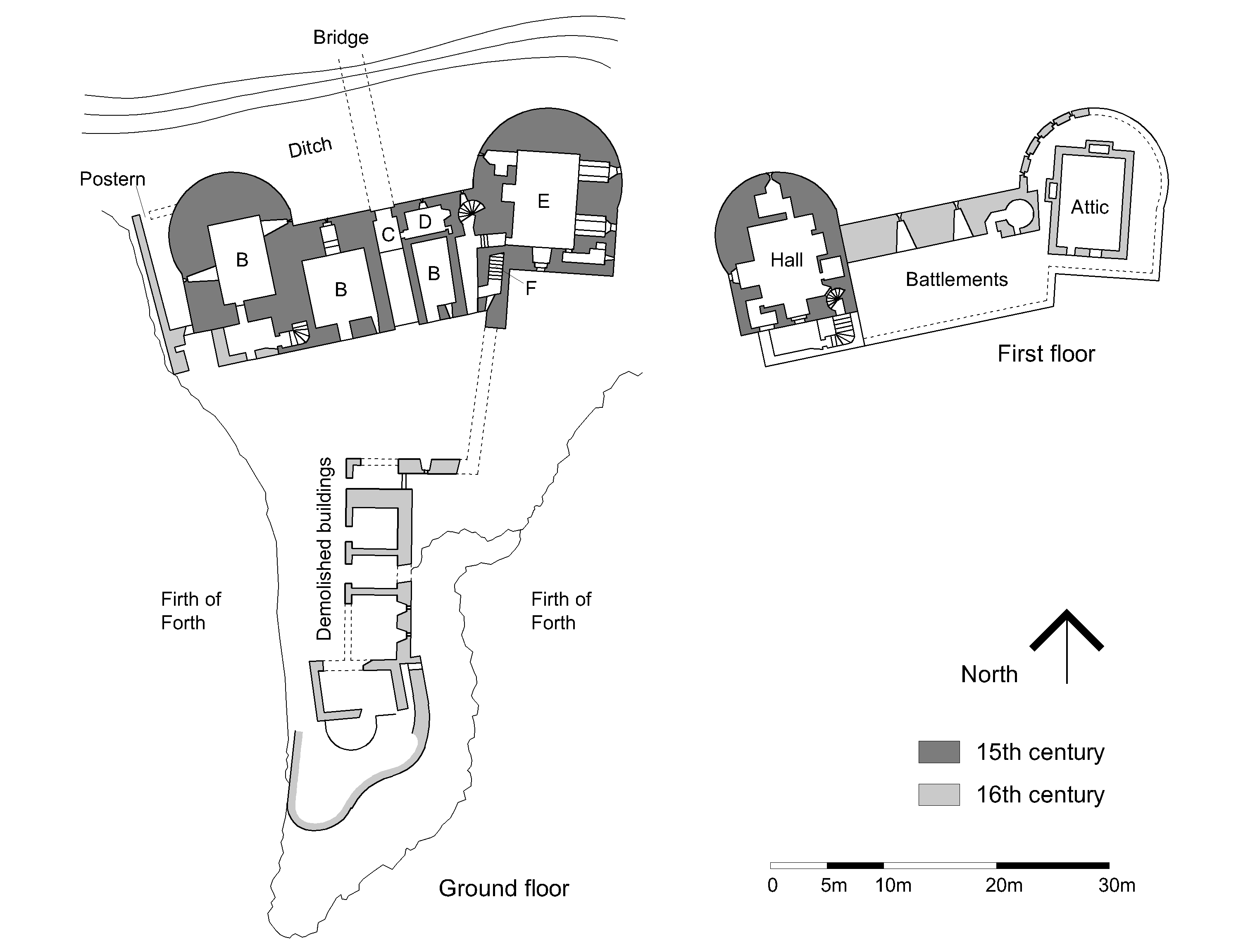
Grundriss von Ravenscraig Castle
Legende: A=Hintertür B=Keller C=Eingangspassage D=Wachraum E=Schlafkammer F=Treppe

Ravenscraig Castle ist eine kleine Burg, die auf einer schmalen, felsigen Landzunge im Firth of Forth errichtet wurde. Sie ist auf drei Seiten durch steile Klippen geschützt, die zum Meer hinunter abfallen, und der Hauptteil der Burg bildet das Verteidigungsbauwerk nach Norden, zum Land hin. Dieser Hauptteil besteht aus zwei Türmen mit D-förmigem Grundriss und 4,25 Meter dicken Außenmauern, die als Bollwerk gegen Kanonenbeschuss konstruiert wurden. Eine zinnenbewehrte Mauer zwischen den Türmen bildete eine Artillerieplattform, deren Schießscharten landwärts zeigen. Das ganze Bauwerk ist zusätzlich durch einen tiefen, in den Fels gehauenen Graben geschützt, über den eine Brücke führt.

### Die Türme
Der westliche Turm ist noch bis zu einer Höhe von vier Stockwerken erhalten und hat in jedem Geschoss einen kleinen Raum. Im Erdgeschoss befindet sich ein Lagerkeller mit Gewölbedecke und darüber liegt ein Rittersaal, den man über eine steinerne Außentreppe erreicht. Eine Wendeltreppe schafft die Verbindung zu den oberen Stockwerken, wenn auch deren hölzerne Decken heute nicht mehr vorhanden sind. Kamine sind durch die Mauern nach oben gezogen und bilden einen Teil der Skyline der Burgruine.
Der Ostturm hat drei Stockwerke und seine Fundamente sitzen tiefer in der Klippe. Im untersten Geschoss liegt ein Brunnen, darüber gibt es in jedem Stockwerk eine Kammer; allerdings fehlen auch ihnen heute die Holzdecken. Die einzelnen Stockwerke im Ostturm sind durch eine gerade Treppe in der westlichen Mauer verbunden.
Die Räume in beiden Türmen haben wegen der dicken Mauern keine Fenster zur Landseite hin, aber solche mit Fenstersitzen auf den andern Seiten.

### Verbindungsgebäude und Hof
Die beiden Türme sind durch einen zentralen Hauptblock verbunden, der das Haupttor und die Eingangspassage enthält. Lagerkeller mit Gewölbedecken und ein Wachraum liegen links und rechts der Passage. Die Gewölbe stützen die darüber liegende Artillerieplattform. Die Schießlöcher sind „umgekehrte Schießscharten“, die Ende des 15. Jahrhunderts üblich wurden. Unterhalb des Hauptblocks sind nur noch die Fundamente der Gebäude auf der Landzunge erhalten.

## Rosabellevon Sir Walter Scott
Ravenscraig Castle ist der Schauplatz der Ballade Rosabelle, die der Barde von Lord St. Clair, Harold, bei der Hochzeit im 6. Gesang von Walter Scotts The Lay of the Last Minstrel singt. Die Ballade erzählt im elliptischen Stil von „der lieblichen Rosabelle“, offenbar einer Tochter der Familie St. Clair (oder Sinclair), die trotz schrecklicher Warnungen darauf besteht, mit dem Boot von Ravenscraig Castle (von Scott „Ravensheuch“ genannt) über den Firth of Forth zu fahren, um an einem Ball auf dem Familiensitz Roslin Castle in Midlothian teilzunehmen. Rosabelle weiß, dass neben ihren Eltern ein gewisser „Lord Lindesays Erbe“ da sein würde. Aber in dieser Nacht erstrahlt ein unheimliches Licht auf Roslin Castle und der zugehörigen Kapelle, wo Rosabelles Vorfahren begraben liegen, während Rosabelle selbst ertrinkt.